# 담양 상월정
담양 상월정(潭陽 上月亭)은 대한민국 전라남도 담양군 창평면 용수리에 있는 정자이다. 1984년 2월 29일 전라남도의 문화재자료 제17호로 지정되었다.

## 개요
상월정은 조선 세조 3년 김자수가 벼슬을 그만두고 낙향하여 대자암터에 세운 정자이다.
순조 8년(1808) 연재·초정 두 사람이 고쳐 지었으나 철종 2년(1851)에 홍수 피해로 고재준·고광조 등이 다시 고쳐 지었으며, 철종 9년(1858)에 서까래와 보를 수리하여 오늘에 이르고 있다.
정자는 앞면 4칸·옆면 2칸 규모로, 지붕은 옆면에서 볼 때 여덟 팔(八)자 모양인 팔작지붕으로 올렸다.

## 참고 자료
- 상월정 - 국가유산청 국가유산포털